# Corneillan
Corneillan é uma comuna francesa na região administrativa de Occitânia, no departamento de Gers. Estende-se por uma área de 8,47 km². Em 2010 a comuna tinha 163 habitantes (densidade: 19,2 hab./km²).